# 周維新 (萬曆己丑進士)
周維新，四川順慶府南充县民籍，重慶府巴县人。明朝政治人物、進士出身。

## 生平
萬曆十年（1582年）壬午科四川鄉試舉人，十七年（1589年）登己丑科進士，礼部觀政，十二月授官柳州府推官，卒于官。

## 家族
曾祖周德政。祖父周太和。父周萬銀。